# Большой мазама
Большой мазама (лат. Mazama americana) — один из видов мазам, обитающий в лесах Южной Америки, начиная от северной Аргентины и заканчивая Колумбией и Гвианой. Также вид обитает на острове Тринидад, а ранее обитал и на острове Тобаго (Тринидад и Тобаго).
Ранее как подвиды биологи включали в число больших мазам виды Mazama temama и Mazama pandora. Значительная таксономическая путаница всё ещё существует среди популяции мазам, оставшейся в этом виде. До решения этой проблемы вид причислен МСОП к степени угроз «Недостаточно данных», хотя в настоящее время определено, что он является наиболее распространённым среди мазам.
По большей части своего ареала вид симпатричен к более мелкому —  Mazama nemorivaga (который, как правило, имеет значительно меньшую плотность популяции). Кариотип большого мазамы был первоначально описан как имеющий 2n = 68, FN = 74, а в последнее время с 2n, варьирующимся от 48 до 54, а FN — от 54 до 56. Эта изменчивость может указывать на наличие непризнанных видов в популяции.
Вид питается растительностью, в основном предпочитая фрукты. Как правило, большие мазамы обитают одиночно в густых джунглях. Когда животное встревожено, оно фыркает или топает копытом.

## Внешний вид
Тело большого мазамы окрашено в красновато-коричневый оттенок, голова и шея — серовато-коричневого оттенка, ноги частично черноватые. Внутренняя поверхность бедер и нижняя часть хвоста белые. У детёнышей есть белые пятна, отсутствует черноватый оттенок ног. Взрослые самцы имеют небольшие рога.
Этот вид является наиболее крупным среди мазам. Плечи находятся на высоте 67—80 сантиметров, длина тела варьируется от 105 до 144 см. Средняя масса этого вида — 24—48 кг, однако некоторые самцы могут весить более 65 килограммов.